# Charlie the Choo-Choo
Charlie the Choo-Choo: From the World of The Dark Tower est un livre pour enfants de Stephen King publié sous le pseudonyme de Beryl Evans. L'histoire a été écrite par Stephen King et a été originellement publiée dans un autre roman de King, Terres perdues, troisième tome du cycle de La Tour sombre. Dans celui-ci, le livre est trouvé par le personnage de Jake dans le chapitre 22. Le texte a été publié comme roman autonome par Simon & Schuster Books for Young Readers le 11 novembre 2016. L'histoire y est racontée telle qu'elle a été retranscrite dans Terres perdues.
Ned Dameron a signé les illustrations de la couverture et de la page intérieure.
Charlie the Choo-Choo n'existe pas en français ailleurs que dans la version retranscrite dans Terres perdues.

## Contexte
La publication du livre a été révélée pour la première fois au Comic-Con de San Diego en 2016, où une édition limitée à 150 exemplaires a été remise aux participants. L'actrice Allison Davies a participé à la signature du livre lors de l'événement, se faisant passer pour l'autrice fictive Beryl Evans.